# Nguyễn Minh Quang (sư đoàn 5)
Nguyễn Minh Quang (sinh năm 1930) là một sĩ quan cao cấp của Quân đội nhân dân Việt Nam, hàm Đại tá, nguyên Chính ủy Sư đoàn 5, Phó Chủ nhiệm Chính trị Quân khu 7, được phong tặng danh hiệu Anh hùng Lực lượng vũ trang nhân dân.

## Cuộc đời
Nguyễn Minh Quang tên thật là Nguyễn Tấn Khoa, sinh năm 1930 tại xã Bình Đức, huyện Thủ Thừa, tỉnh Long An. Ông nhập ngũ từ tháng 12 năm 1952. Từ năm 1962 đến 1975, ông chủ yếu hoạt động ở chiến trường Bà Rịa, Long Khánh, Biên Hòa, từng tham gia nhiều trận đánh như trận đánh vào sân bay Biên Hòa, trận đánh căn cứ ngã ba Ông Đồn. Ngày 6 tháng 11 năm 1978, ông được trao tặng danh hiệu Anh hùng Lực lượng vũ trang nhân dân.

## Khen thưởng
- Huân chương Chiến công giải phóng hạng Nhất, Ba.